# Hibiscus rosa-sinensis
Hibiscus rosa-sinensis L., 1753 è una pianta appartenente alla famiglia delle Malvacee, largamente apprezzata per la sua funzione ornamentale.

## Descrizione
Arbusto perenne e semi-rustico con fiori dello spettro dei colori dal rosso al giallo. Normalmente raggiunge i 3 metri di altezza, ma nei paesi d'origine può arrivare a 10 metri.
Le foglie sono di un verde lucido, dentate e acuminate.
Le infiorescenze sono imbutiformi costituite da 5 petali color rosa o rosso vivo (più raramente giallo o viola), con un'alta colonna staminale, con numerosi stami e nella punta cinque pistilli; si formano tra giugno e settembre.

## Coltivazione
Trattandosi di una pianta molto versatile, Hibiscus rosa sinensis si adatta sia alla coltivazione all’aperto sia a quella in vaso. L'ideale è la messa a dimora in un terreno ben drenato, leggero, aerato e composto per una parte da sabbia. Adora la luce solare ma non quella diretta; durante la stagione estiva conviene mettere il vaso in giardino in un luogo riparato dal sole. Durante la stagione invernale è meglio tenerlo in un ambiente dove le temperature si aggirano tra i 10 °C e i 13 °C, altrimenti si può andare incontro a una perdita di foglie. Se è attaccata dalle gelate, la pianta arriva alla morte. Per quanto riguarda le annaffiature, devono essere regolari durante la stagione estiva e vanno effettuate solo dopo che il terreno si è asciugato; è possibile vaporizzare l’acqua sulle foglie. La concimazione è indispensabile per mantenere la fioritura ed esaltare la tipica colorazione.

## Galleria d'immagini

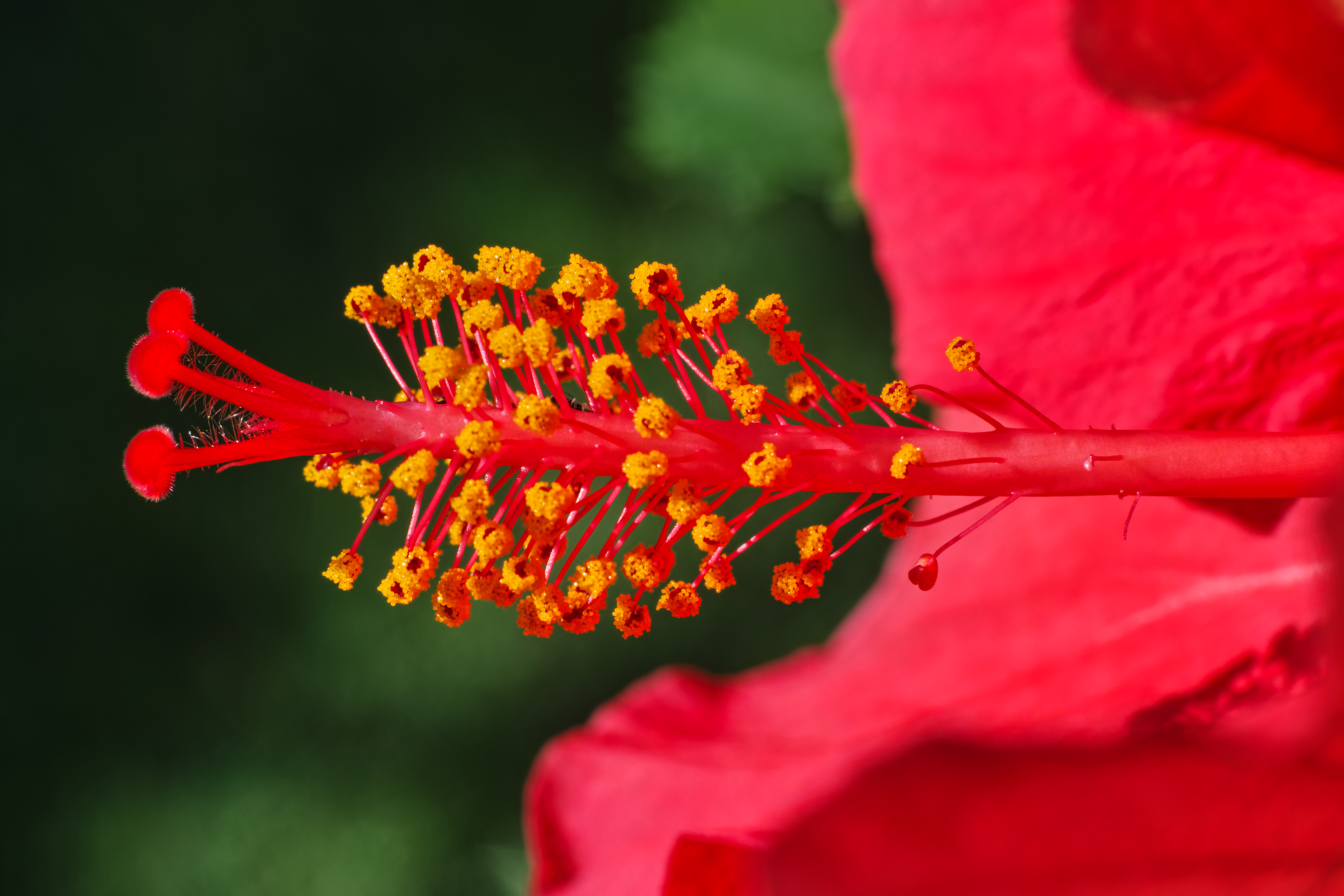
In dettaglio stami e pistilli.
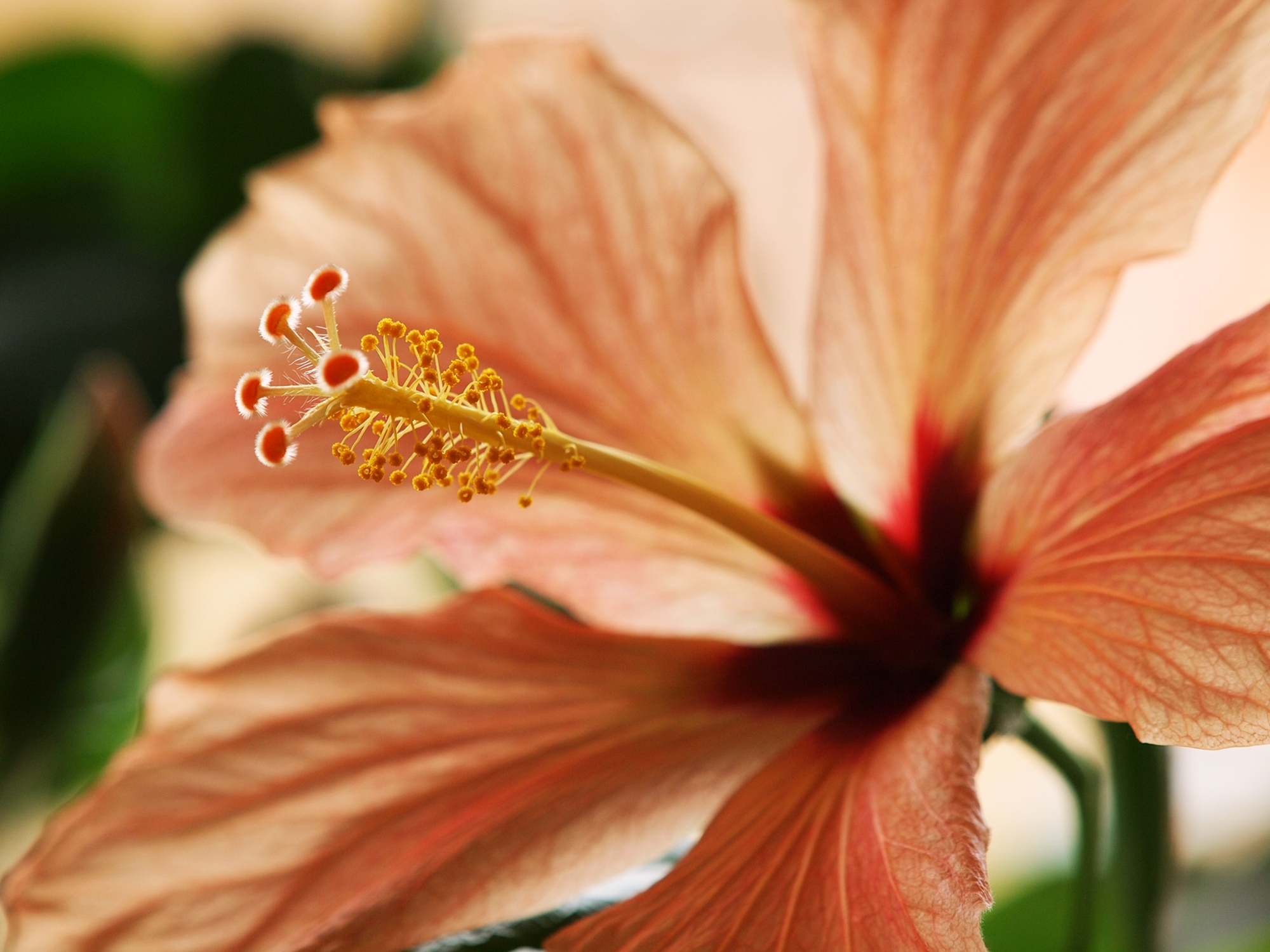
varietà di fiore color crema
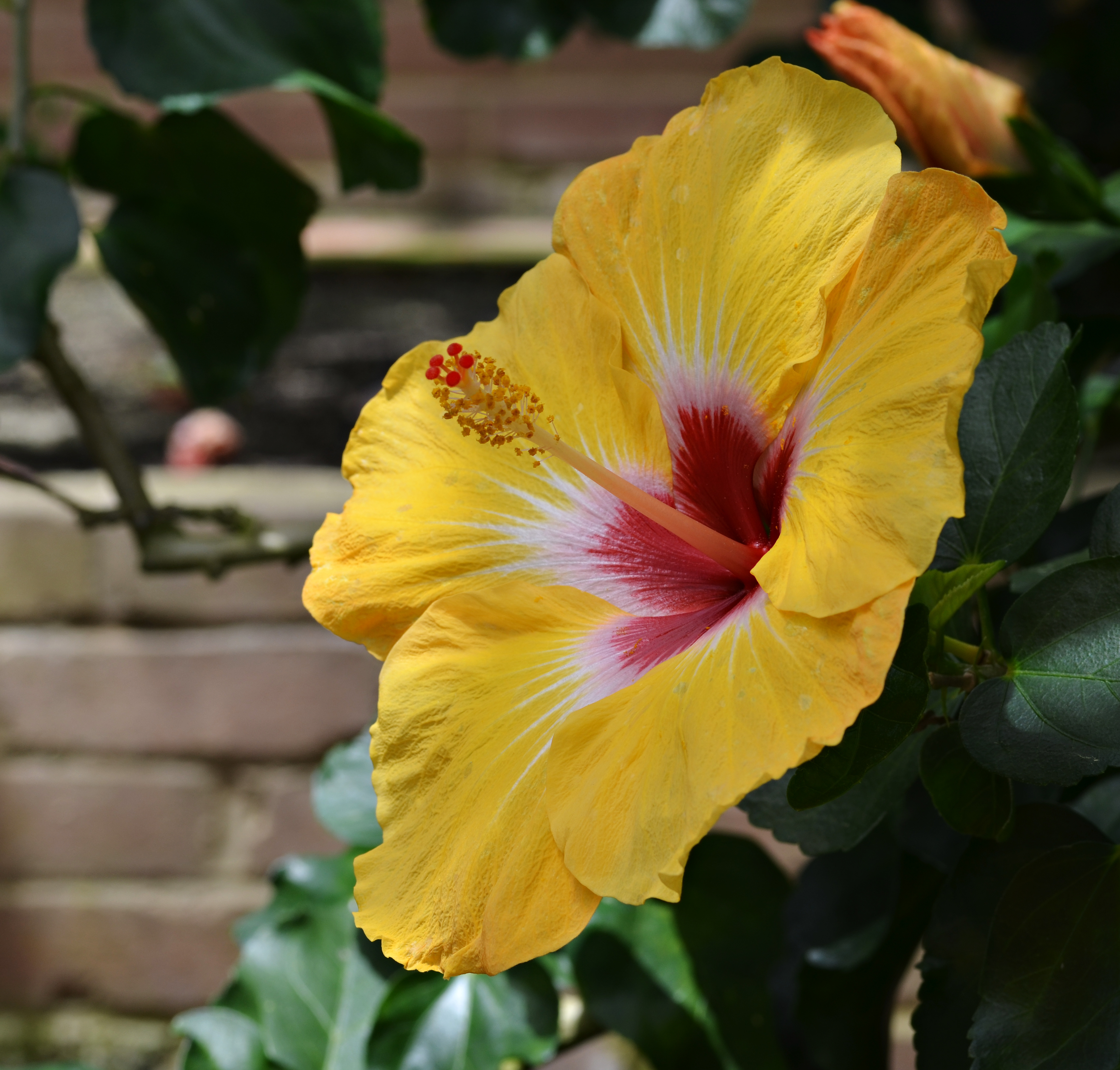
La cultivar 'Jason'
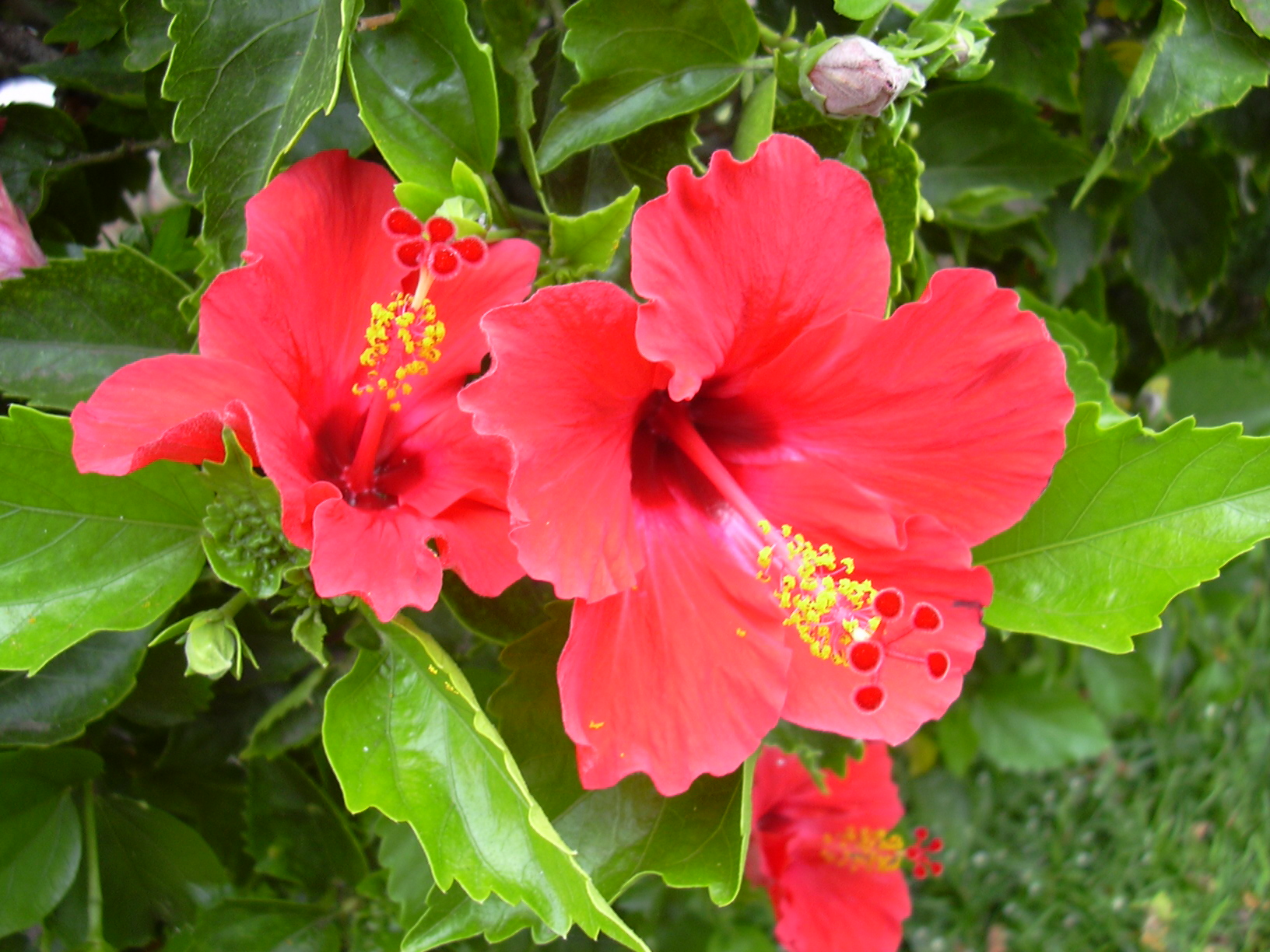
Fiore con le foglie, si noti il colore delle foglie.
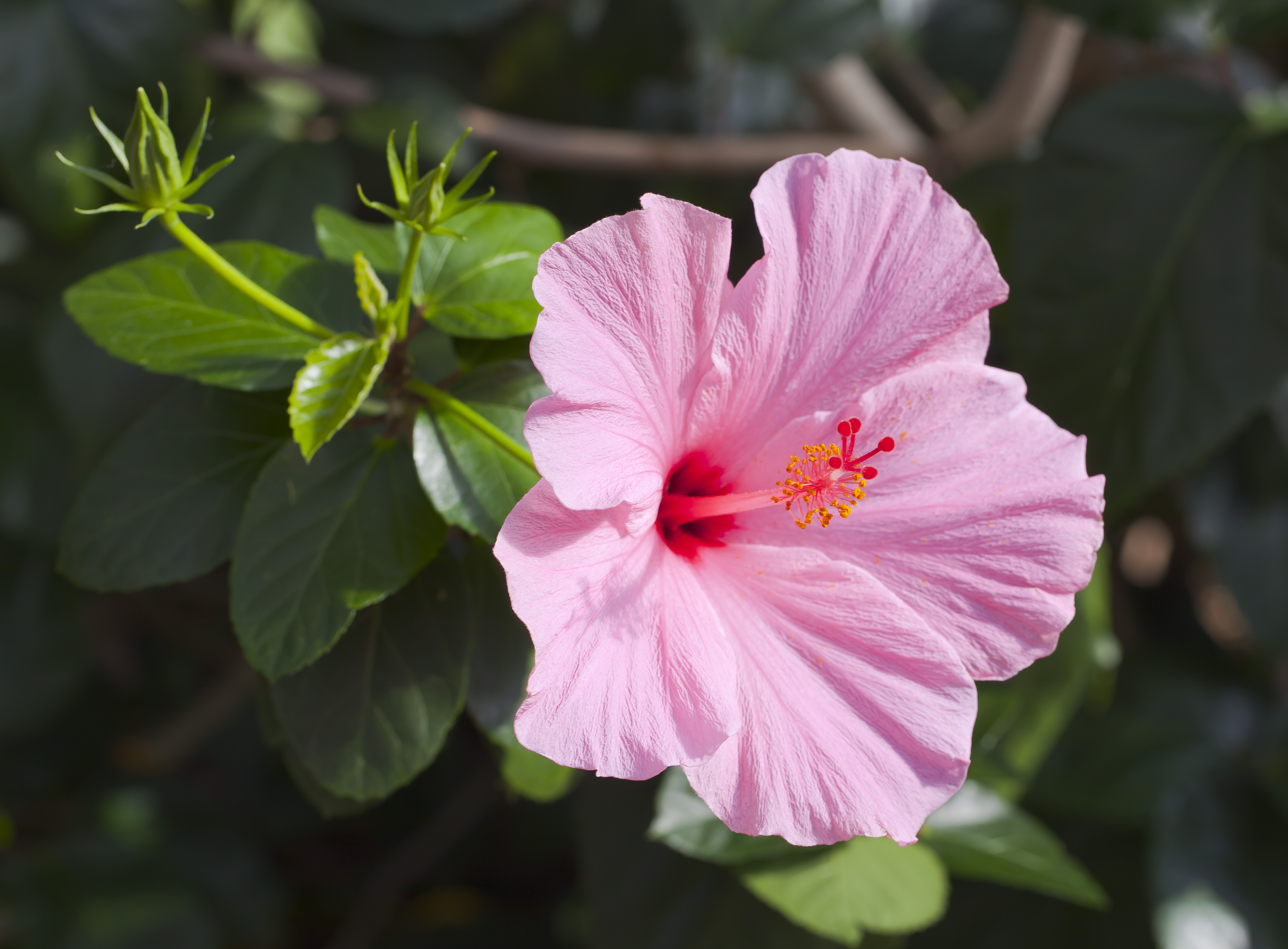
Fiore della varietà 'Cayena'
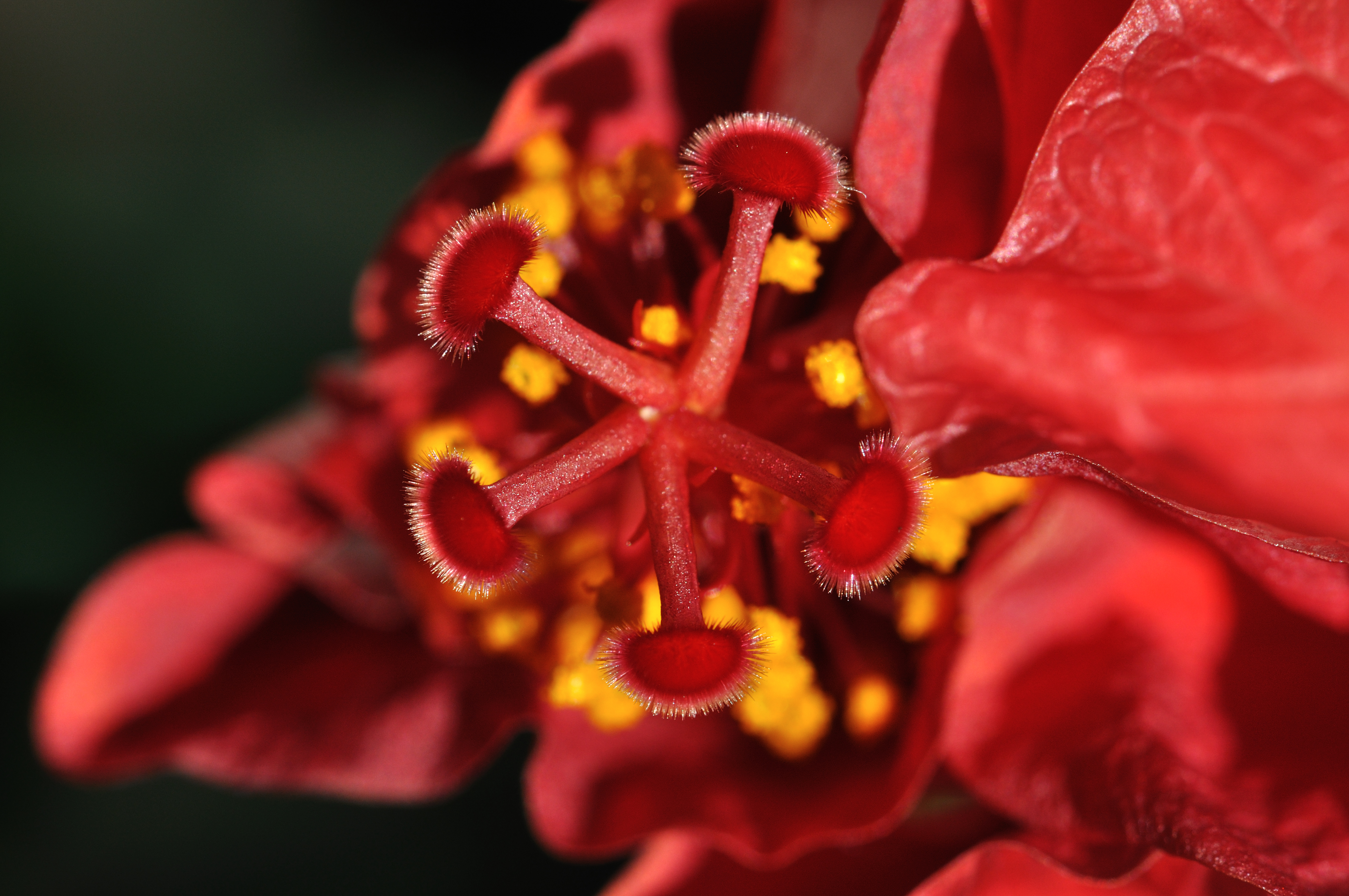
Pistilli. Si vedano i peli microscopici
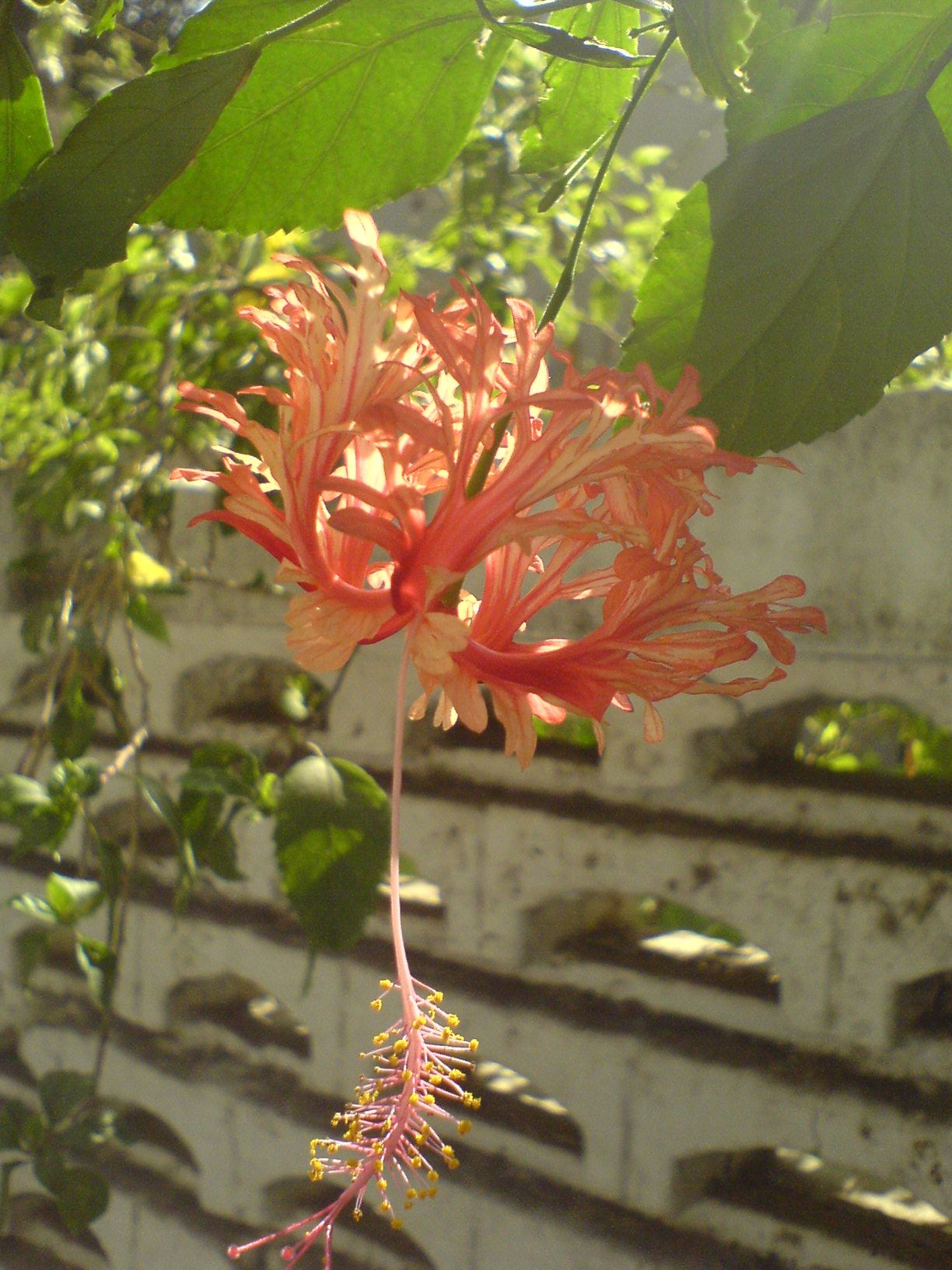
L'ibisco 'Split petal' o 'Lanterna giapponese'

## Usi
- Come piante ornamentali;
- Dai fiori si ricava un colorante rosa.

## Curiosità
- È il fiore nazionale delle isole Hawaii
- Esistono più di 1000 cultivar[3]